# Urbánszki László
Urbánszki László (Alberttelep, 1954. augusztus 7. – 2021. december 6. (k. n.)) magyar faműves, író.

## Élete
1954-ben született Alberttelepen egy bányászcsalád második gyermekeként.
Kazincbarcikán a Ságvári Endre Gimnáziumban érettségizett. Sokat köszön irodalomtanárának (és osztályfőnökének) Hunyady Józsefnének Archiválva 2020. augusztus 13-i dátummal a Wayback Machine-ben, akinek jókora része volt abban, hogy Urbánszki László olvasásszeretete irodalomírássá nemesedett.
Tíz évet hajózott a Dunán, közben hajózó üzemmérnöki diplomát szerzett. 1985-től vállalkozó (batikoló, faműves, író).
Kisiskolás korától olvasott szenvedélyesen, de az írással csak 2008-tól kezdett el komolyabban foglalkozni a Karcolat Műhelyben, akkor még De Profundis Clamavi írói néven.
2010 elején jelent meg először nyomtatásban, azóta több, mint harminc novellája, elbeszélése került kiadásra különféle kiadványokban. 2011-ben Bíró Szabolcs és a Historium Kiadó támogatásával jelent meg első önálló kötete.
2014 és 2017 között a Gold Book Kiadó jelentette meg a műveit (hat kötet). 2017-ben a Helikon Kiadóval kötött szerződést (négy kötet). 2019-ben a Metropolis Media jelentetett meg két regényt, 2019-ben a Zrínyi, a Főnix Astra és a Lazi kiadók is szerződést kötöttek vele, és 2020 elején három regényét kívánják megjelentetni.
Elkötelezett író, céljait így fogalmazza meg: „az emberről akarok írni, úgy ahogy van. Nem hazudozni nagy tettekről, célokról, hanem megkeresni az apró valóságok szépségét és mocskát. Ha, ez utóbbit ki tudom rángatni a fényre, kevésbé lesz büdös.”
Közel állt a természethez, élete során volt dunai hajós és batikoló, faműves. Tatárszentgyörgy közelében élt, egy erdei tanyán három gyermekével.

## Művei
- Odakint, a pusztában. Történetek a középkor mélyéről – elbeszélések[1] (Historium Kiadó, Dunaszerdahely, 2011) ISBN 9788097077815
- Nyugat őrei – antológia,[2] szerzőtársak: Nagy Attila – Marcellus Mihály – Bíró Szabolcs (Historium Kiadó, Dunaszerdahely, 2012) ISBN 9788097077877
- Nemtelen nemesek (Historium Kiadó, Dunaszerdahely, 2013) ISBN 9788089649006
- Nemtelen nemesek. Magyar vadnyugat sorozat 1. (átdolgozott új kiadás) (Historycum, Budapest, 2018) ISBN 9786155816031
- Karacs. Egy ősmagyar kiskamasz kalandjai (Zrínyi Kiadó, 2020) ISBN 9789633278017
- A nyughatatlan. Egy lusta kiskamasz kalandjai a zord világban (Főnix Könyvműhely, 2020) ISBN 9786155999284
- Munkát keresek! Szex kizárva! – kisregény és elbeszélések (URBIS Könyvkiadó, 2021) ISBN 9786155289668

### Anno Dominisorozat
- Vérszagra gyűl. Anno Domini 1241[3] (Gold Book Kiadó, 2014) ISBN 9789634262770
- Fegyver csörög. Anno Domini 1242 (Gold Book Kiadó, 2014) ISBN 9789634262879
- A lándzsa nemesei. Anno Domini 1242 (Gold Book Kiadó, 2015) ISBN 9789634263517
- A dalmát háború. Anno Domini 1243 (Gold Book Kiadó, 2015 október) ISBN 9789634263821
- Az Arany Horda árnyékában. Anno Domini 1245 (Gold Book, Debrecen, 2016) ISBN 9789634263975
- A nyugat ura. Anno domini 1246 (Gold Book Kiadó, 2016) ISBN 978963426429 3

### A magyarok nyilaitólsorozat
- Ördögfattyú. A magyarok nyilaitól... 1 (Helikon Kiadó, 2017) ISBN 9789632279411
- A felderítő. A magyarok nyilaitól... 2 (Helikon Kiadó, 2017) ISBN 9789632279428
- Ördöglovas. A magyarok nyilaitól... 3 (Helikon Kiadó, 2018) ISBN 9789632279435
- A nemzetségfő. A magyarok nyilaitól... 4 (Helikon Kiadó, 2018) ISBN 9789632279442

### A vége utánsorozat
- Sápadtak (Metropolis Media, 2019) ISBN 9786155859526
- Újvérűek (Metropolis Media, 2019) ISBN 9786155859717

### Honfoglalássorozat
- Vérszerződés (Lazi Könyvkiadó 2020) ISBN 9789632674698
- Régi-Új hazában (Lazi Könyvkiadó 2020) ISBN 9789632674926
- Árpád és Kurszán (Lazi Könyvkiadó 2021) ISBN 9789632675091
- A megérkezés (Lazi Könyvkiadó 2021) ISBN 9789632675374

### E-könyv
- Nyugat őrei antológia – A sár szülötte, A vödör, Sohasem fogja látni… (2012 február)
- Apokrif történelmi antológia – Éhség (elbeszélés) (2012 december)
- Jordan ébredése sci-fi antológia – Nyugat vége, Lehet vad az ember sci-fi-történelmi elbeszélések (2013 január)
- Amíg felkel a nap antológia – Nyugat vége
- Sorsok és évszázadok antológia – Odalent született (Történelmiregény-írók Társasága, Budapest, 2014)

### Antológiában, novelláskötetben
- Ígéretek 2 – A kocsmában (novella), (2010)
- Vándorok – CsöviFater (elbeszélés), (2010)
- Héttorony Antológia – Az íj (elbeszélés), (2010)
- Ígéretek 3 – Félúton (novella), (2010)
- Jelenkor üzenete – Odakint, a pusztában (elbeszélés), (2010)
- Oltár, kard, legenda – A puszták vadjai (Történelmiregény-írók Társasága, Budapest, 2015)
- Mítoszok és legendák – Angyalarcú (Történelmiregény-írók Társasága, Budapest, 2016)
- Oratores, Bellatores, Laboratores – Tímár fia (Történelmiregény-írók Társasága, Budapest, 2017)
- Száznevű város – Íjász (SpiritArt, Budapest, 2017)
- Évszázadok ösvényein – A viadal (Történelmiregény-írók Társasága, Budapest, 2018)
- A jádekoponyák szigete[4] – Friss levegő (Metropolis Media, Budapest, 2019)
- A történettudomány és a történelmi regény – IV. Béla hamis megítélése a történelemoktatásban (Historycum, Budapest, 2019)
- Galaktika 353 – Más volt (Metropolis Media, Budapest, 2019)
- Harcosok, vértanúk, boszorkányok – Fogadó a visongó disznóhoz (Történelmiregény-írók Társasága, Budapest, 2019)
- Átok, bosszú, erény – Gizella és a vadkan (Történelmiregény-írók Társasága Budapest 2021)

### Magazinokban, folyóiratokban
- Holnap Magazin
  - Az íjász (2010. 10.)
  - A rém (2010. 11.)
  - Odakinn, a pusztában 1. rész (2010. 12.)
  - Odakinn, a pusztában 2. rész (2011. 01.)
- Kis LANT Irodalmi Folyóirat[5][6]
  - Egymásra utalva (2011. 01.)
  - Kívül hamu (2011. 02.)
- Képes Ifjúság – A vacsora (2010. 12.)
- Meztelen Ügynök Sórakoztató Irodalmi Magazin
  - Tűzben égsz majd, Az íjász (01. szám)
  - A vödör (02. szám)
  - Nyugat vége (03. szám)

### Online megjelenések
- Penna Irodalmi Magazin (21 alkalommal)
- Napiász Online oldal[halott link] (40)
- Napiász Online/Korzó (16 alkalommal)

## Díjai, elismerései
- Monolit-díj – Közönségdíj (2020, a novella kategória éve) – Friss levegő (A jádekoponyák szigete – Metropolis Media)[7]